# Eragrostis lasseri
Eragrostis lasseri är en gräsart som beskrevs av Luces. Eragrostis lasseri ingår i släktet kärleksgrässläktet, och familjen gräs.
Artens utbredningsområde är Venezuela. Inga underarter finns listade i Catalogue of Life.